# Alessandro Callimachi
Alessandro Callimachi (in greco Αλέξανδρος Καλλιμάχης?, Alexandros Kallimachis) (1800 – Parigi, 1876), discendente da una importante famiglia fanariota, fu un diplomatico ottomano e principe di Samo dal 1850 al 1854.

## Biografia
Figlio del principe Scarlat Callimachi, gospodaro di Moldavia, Alessandro dovette abbandonare la terra nativa ancora molto giovane nel 1821 all'epoca della morte di suo padre, giustiziato dalla Sublime Porta per il suo coinvolgimento nella guerra d'indipendenza greca. La famiglia trovò rifugio in Russia dove Alessandro terminò i propri studi all'Università di Kiev. Dopo aver viaggiato in Europa, egli intraprese un viaggio nell'Impero ottomano nel 1829, ove gli vennero restaurati i titoli ed i possedimenti di famiglia.
Egli entrò dunque al servizio dell'amministrazione ottomana, dapprima come attaché e poi come consigliere di Rashid Pasha, a quell'epoca ambasciatore ottomano a Parigi.
Nel 1848 egli venne nominato Ministro Plenipotenziario a Londra e, l'anno successivo, a Parigi col medesimo incarico. Nel 1850 venne nominato Principe di Samo, posizione che egli non accettò mai personalmente, preferendo amministrare l'isola tramite un suo delegato, Georgios Konemenos. Il suo periodo di amministrazione incontrò la resistenza di alcuni isolani, anche se egli fu difatti il primo a dare un sistema politico costituzionale al principato che consisteva nella separazione tra poteri legislativo, esecutivo e giudiziario. Egli inoltre si prodigò per la formazione di un sistema d'istruzione nazionale, istituendo due scuole greche e due elementari, organizzando i tribunali ed introducendo la prima stamperia sull'isola.
Nel 1853 decise di ritirarsi dalla vita pubblica e si recò a vivere in Francia, nella città di Versailles, ma venne richiamato in servizio nel 1855 quando venne nominato ambasciatore a Vienna, posizione che fu in grado di assumere dopo aver giocato un ruolo importante nella Conferenza di Costantinopoli per la riorganizzazione dei Principati danubiani (dicembre 1855-gennaio 1856).
Per i suoi meriti di servizio, nel giugno 1861, ottenne il titolo ottomano di Bala, primo cristiano ad aver ottenuto tale onorificenza.